# Narodni park Hustain Nuruu
Narodni park Hustain Nuruu (mongolsko: Хустайн нуруу) leži v provinci (Aimag) Töv in je eden od desetih narodnih parkov v Mongoliji. Znan je tudi kot Narodni park Hustai. Skozenj teče reka Tuul.
V mongolščini hustai nuruu pomeni gore prekrite z brezovimi drevesi. Ti gozdovi prekrivajo okoli 4 % površine parka, ostale površine predstavljajo stepsko rastlinje. Najvišje, to je 1.843 m, sega gora Kan Hushut, najnižje doline ležijo na 1.120 m nadmorske višine.

## Zgodovina in značilnosti
Mongolska Vlada je razglasila Narodni park Hustai kot posebej zavarovano območje leta 1993, eno leto po začetku izvajanja projekta ponovne uvedbe konja Tahi (Mongolski divji konj ali konj Przewalskega) v Hustain Nuruu, ki je pred tem že izumrl. Narodni park Hustai se razteza preko pogorja Henti in obsega zahodni rob mongolske stepe na mejah okrožij (soum) Altanbulag, Argalant in Bajanhangai Soums v provinci Töv. Park je od glavnega mesta Ulan Batorja oddaljen približno 100 km proti zahodu.
Park pokriva 50.600 ha površine, ki je dom 459 vrst vaskularnih rastlin, 85 vrst lišajev, 90 vrst mahov in 33 vrst gob. Zabeležili so tudi 44 vrst sesalcev: navadni jelen, mongolska gazela (Procapra gutturosa), srna, divja svinja, divja ovca, kozorog (Capra aegagrus), mongolski svizec (Marmota sibirica), sivi volk, evrazijski ris (Lynx lynx), mačka Pallas (Otocolobus manul), navadna lisica, lisica corsac (Vulpes corsac) in evrazijski jazbec (Meles meles). 217 vrst ptic predstavlja planinski orel, brkati ser, velika droplja (Otis tarda), labod pevec (Cygnus cygnus), črna štorklja, jerebica (Perdix daurica) in čuk. Obstaja 16 vrst rib, 2 vrsti dvoživk in 385 vrst žuželk (tudi 21 vrst mravelj, 55 vrst metuljev, 10 vrst grmovnih čričkov (Murni) in 29 vrst kobilic). V tleh je bila ugotovljena tudi nova vrsta žuželke, ki so ji dali znanstveno ime Epidamaeus khustaiensis. 
V letu 2002 je UNESCO-v medvladni Program Človek in biosfera (kratica MAB - angleško Man and the Biosphere programme) potrdil Narodni park Hustai za člana svetovne biosfere mreže naravnih rezervatov. V članstvo IUCN (Svetovna zveza za varstvo narave (angleško World Conservation Union oz. International Union for the Conservation of Nature and Natural Resources) je bil vpisan v letu 2007.

## Upravljanje
Narodni park Hustai je eden izmed najbolje upravljanih posebej zavarovanih območij v Mongoliji in je bil prvi park, ki ga upravlja nevladna organizacija, specializirana za ohranjanje narave in okolja. Park je v letih 1993-2003 upravljalo mongolsko Društvo za ohranjanje narave in okolja. Namenska nevladna organizacija, Hustai National Park Trust (HNPT), je bila ustanovljena leta 2003 in z mongolsko vlado podpisala novo upravljavsko pogodbo.
HNPT izvaja naloge na petih glavnih področjih dejavnosti:
1. Konzervacija in zaščita ekosistemov in zgodovinskih znamenitosti v parku,
2. Ponovna vpeljava zadnje vrste divjega konja - Tahi - in trajen dvig divje populacije,
3. Organizacija mednarodnih programov usposabljanja in raziskav,
4. Razvoj ekoturizma,
5. Razvoj v varovalnem pasu Narodnega parka.

Uprava ima okoli 60 zaposlenih, ki delajo v petih enotah: 
1. Administracija
2. Trening in raziskave
3. Zaščita
4. Turizem
5. Razvoj v varovalnem pasu

Od leta 1993 izvajajo naslednje mednarodne projekte, ki jih je podprla nizozemska vlada: 
1. Hustain Nuruu naravni rezervati, 1993-1997
2. Zaščita biotske raznovrstnosti v NP, 1998-2003
3. Podpora upravljanju NP, 2004-2008
4. Razvoj trajnostnega preživetja v varovalnem pasu NP, 2004-2008
5. Prilagoditev na spreminjajoče se razmere v NP in njegovem varovalnem pasu, 2009-2012